# Німецька окупація Естонії під час Другої світової війни
Після довгої історії перебування під владою інших країн Естонія здобула свою незалежність у 1918 році після розпаду Російської імперії. Однак у 1940 році унаслідок пакту Молотова — Ріббентропа Радянський Союз окупував Естонію та анексував країну.
Під час операції «Барбаросса» нацистська Німеччина окупувала Естонію в липні 1941 року. Спочатку німці сприймалися більшістю естонців як визволителі від СРСР та його репресій, прибувши лише через тиждень після перших масових депортацій із країн Балтії. Незважаючи на те, що були покладені надії на відновлення незалежности країни, незабаром було зрозуміло, що вони — лише інша окупаційна держава.
Німці розграбували країну на військові потреби і розв'язали Голокост в Естонії, під час якого вони та їхні колаборанти вбили десятки тисяч людей (включаючи етнічних естонців, естонських євреїв, естонських циган, естонських росіян, радянських військовополонених, євреїв з інших країн та інших). На час окупації Естонія була включена до райхскомісаріату Остланд у вигляді генеральної округи.

## Окупація

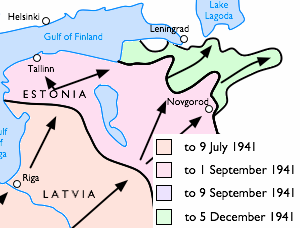
Просування Німеччини в Латвії, Естонії та на Ленінградському фронті з червня по грудень 1941 року

Нацистська Німеччина вторглася до Радянського Союзу 22 червня 1941 року. Через три дні, 25 червня, Фінляндія знову заявила, що перебуває у стані війни з СРСР, розпочавши війну продовження. 3 липня Йосип Сталін зробив свою публічну заяву по радіо, в якій закликав проводити політику щодо випаленої землі в районах, що підлягають відмові. Оскільки найпівнічніші райони країн Балтії були останніми, до яких потрапили німці, саме тут радянські батальйони знищення мали найекстремальніші наслідки. Естонські лісові брати, чисельність яких налічувала близько 50 000, завдали значних втрат Радам, що залишилися; 4800 людей було вбито і 14000 полонено.
Хоча німці не перетнули південний кордон Естонії до 7–9 липня, естонські солдати, які дезертирували з радянських частин у великій кількості, відкрили вогонь по Червоній армії вже 22 червня. Того дня група лісових братів напала на радянські вантажівки на дорозі в районі Харджу.  Радянський 22-й стрілецький корпус був частиною, яка втратила більшість чоловіків, оскільки велика група естонських солдатів та офіцерів дезертирувала з нього. Крім того, прикордонниками радянської Естонії були в основному люди, які раніше працювали на незалежну Естонію, і вони також утекли до лісів, ставши однією з найкращих груп естонських бойовиків. Естонський письменник Юхан Джайк писав у 1941 році: «У наші дні болота та ліси заселені більше, ніж ферми та поля. Ліси та болота є нашою територією, тоді як поля та ферми зайняті ворогом [напр., Радами]». 
8-а армія (генерал-майор Любовцев) 12 липня відступила перед 2-м корпусом німецької армії за річку Пярну — річкою Емайигі. Коли 10 липня німецькі війська підійшли до Тарту і готувались до чергової битви з Радами, вони зрозуміли, що естонські партизани вже воювали з радянськими військами. Вермахт зупинив своє просування і повернув назад, залишивши естонців для ведення бою. Битва при Тарту тривала два тижні і зруйнувала більшу частину міста. Під керівництвом Фрідріха Курга естонські партизани самостійно вигнали Ради з Тарту. Тим часом радянські війська вбивали громадян, які утримувались у в'язниці Тарту, вбивши 192 людей до того, як естонці захопили місто.
Наприкінці липня німці відновили просування по Естонії, працюючи в парі з естонськими лісовими братами. Як німецькі війська, так і естонські партизани взяли Нарву 17 серпня, а столицю Естонії Таллінн — 28 серпня. Того дня радянський прапор, збитий раніше на Пікка Германа, Фред Ісе замінив прапором Естонії. Після вигнання Рад з Естонії німецькі війська роззброїли всі партизанські групи.  Незабаром естонський прапор був замінений прапором нацистської Німеччини, а 2000 естонських солдатів, які брали участь у параді в Тарту (29 липня), були розформовані. 
Більшість естонців зустрічали німців із відносно розкритими обіймами і сподівались на відновлення незалежности. Естонія створила адміністрацію на чолі з Юрі Улуотсом, як тільки радянський режим відступив, німецькі війська ще не прибули. Естонські партизани, які витіснили Червону Армію з Тарту, зробили це можливим. Це все було даремно, оскільки німці склали свої плани, як це викладено в Генеральному плані  :54 вони розпустили тимчасовий уряд, і Естонія стала частиною окупованої німцями «Остландії». Для внутрішньої безпеки під керівництвом Ейн-Ервіна Мера було створено Зіхерхайтсполіцай.
У квітні 1941 року, напередодні німецького вторгнення, Альфред Розенберг, міністр рейху з окупованих східних територій, балтійський німець, який народився і виріс у Талліні, виклав свої плани на Схід. За задумом Розенберга майбутня політика мала такий вигляд:
1. Германізація (Eindeutschung) «расово придатних» елементів.
2. Колонізація німецькими людьми.
3. Вигнання, депортація небажаних елементів.

Розенберг вважав, що естонці були «найбільш германськими з жителів Балтії, досягнувши вже 50 відсотків германізації завдяки впливу Данії, Швеції та Німеччини». Непридатних естонців мали переселити в регіон, який Розенберг назвав «Пайпусланд», щоб звільнити місце для німецьких колоністів. 
Вивезення 50% естонців було відповідно до нацистського плану Генерального плану Ост, ліквідація всіх євреїв була лише початком.  :54
Первинний ентузіазм, що супроводжував звільнення від радянської окупації, в результаті швидко вщух, і німці мали обмежений успіх у вербуванні добровольців. Проєкт був внесений в 1942 році, в результаті чого близько 3400 чоловіків втекли до Фінляндії, щоб битися у фінській армії, а не приєднуватися до німців. Фінський піхотний полк 200 (естонською мовою: soomepoisid 'хлопчики Фінляндії') був сформований з естонських добровольців у Фінляндії.
З перемогою союзників над Німеччиною, яка стала впевненою в 1944 році, єдиним варіантом порятунку незалежности Естонії було запобігання новому вторгненню СРСР до Естонії до капітуляції Німеччини.

## Політичний опір

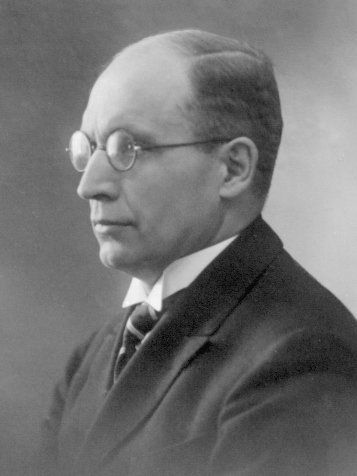
Юрі Улуотс

У червні 1942 року політичні лідери Естонії, які пережили радянські репресії, провели приховану нараду від окупаційних держав в Естонії, де обговорювали питання формування підпільного естонського уряду та варіантів збереження наступности республіки. 
6 січня 1943 року в Стокгольмі відбулася зустріч естонської іноземної делегації. Було вирішено, що для збереження правової безперервности Естонської Республіки останній конституційний прем'єр-міністр Юрі Улуотс повинен продовжувати виконувати свої обов'язки прем'єр-міністра.  
У червні 1944 р. Виборча асамблея Естонської Республіки зібралася в таємниці від окупаційних держав у Таллінні та призначила Юрі Улуотса прем'єр-міністром з відповідальністю Президента. 21 червня Юрі Улуотс призначив Отто Тіфа віце-прем'єр-міністром. 
Коли німці відступали, 18 вересня 1944 року Юрі Улуотс сформував уряд на чолі з віце-прем'єр-міністром Отто Тіфом. 20 вересня нацистсько-німецький прапор на Пікк-Германі був замінений триколірним прапором Естонії. 22 вересня Червона Армія взяла Таллінн, а прапор Естонії на Пікк-Герман замінили радянським прапором. Підпільний уряд Естонії, офіційно не визнаний ні нацистською Німеччиною, ні Радянським Союзом, втік до Стокгольма, Швеція, і діяв у вигнанні до 1992 року, коли Генріх Марк, прем'єр-міністр Естонської Республіки, виконував обов'язки президента в еміграції,  вручив вірчі грамоти новообраному президенту Естонії Леннарту Мері. 23 лютого 1989 р. Прапор Естонської РСР був приспущений на Пікк Герман ; його замінили прапором Естонії на відзначення Дня незалежности Естонії 24 лютого 1989 року.

## Естонці у нацистсько-німецьких військових частинах
Анексія Естонії СРСР в 1940 році була повною, але ніколи не була визнана на міжнародному рівні, крім країн Східного блоку. Після анексії естонці підлягали призову до Червоної армії, що за міжнародним правом є незаконним, якщо Естонія не вважається частиною СРСР. Коли радянські війська відступили з Естонії, і Німеччина повністю її окупувала, влітку 1941 року німці продовжили практику драгунства естонських чоловіків, хоча більшість вступила до німецької армії добровільно, часто з бажання воювати з СРСР, що зробило сильні вороги багатьох груп суспільства в Естонії після запровадження їхньої марксистської економічної системи. До березня 1942 р. призвані естонці в основному служили в тилу групи армій "Північ". 28 серпня 1942 р. німецькі держави оголосили про юридичне складання так званого "Естонського легіону" у складі Ваффен СС. Командувачем легіону був призначений оберфюрер Франц Аугсбергер. До кінця 1942 року близько 1280 чоловіків пішли добровольцями у навчальний табір. Батайон Нарва був сформований із перших 800 чоловіків Легіону, які закінчили навчання в Гейделагері, і був відправлений у квітні 1943 р. до дивізії Вікінг в Україні. Вони замінили Фінський добровольчий батальйон, відкликаний до Фінляндії з політичних причин.  У березні 1943 року в Естонії було проведено часткову мобілізацію, під час якої 12 000 чоловіків було призвано до складу СС. 5 травня 1943 року 3-а бригада Ваффен-СС (естонська), ще одна повністю естонська частина, була сформована і відправлена на фронт поблизу Невеля.

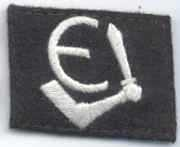
Розділові знаки 20-ї дивізії "Ваффен-Гренадер" СС (1-а Естонія)

До січня 1944 року фронт був відсунутий Червоною армією майже аж до колишнього естонського кордону. Юрі Улуотс, останній конституційний прем'єр-міністр Естонської Республіки,  керівник естонського підпільного уряду виступив із радіозверненням, у якому просив усіх працездатних чоловіків, народжених з 1904 по 1923 рік, зголоситися на військову службу в СС (до цього Улуотс виступав проти будь-якої німецької мобілізації естонців). За адресою Улуотса 38 000 військовозобов’язаних заблокували центри реєстрації.  Кілька тисяч естонців, які зголосились приєднатися до фінської армії, були перекинуті через Фінську затоку до новостворених Сил територіальної оборони, призначених для захисту Естонії від наступу СРСР. Максимальна кількість естонців, записаних до нацистсько-німецьких військових частин, становила 70 000.  Початкове формування добровольчого естонського легіону, створеного в 1942 р., зрештою було розширено до повнорозмірного призовного підрозділу Ваффен СС у 1944 р., 20-го Гренадірського дивізіону СС (1-й естонський). Підрозділи, що складалися в основному з естонців - часто під керівництвом німецьких офіцерів - бачили дії на лінії Нарви протягом 1944 року. Багато естонців сподівалися, що вони залучать підтримку союзників і, зрештою, відновлення їх міжвоєнної незалежности, протистоячи радянській окупації їхньої країни.  Зрештою, підтримки союзників не було, здебільшого тому, що вони воювали під нацистськими прапорами.
2 лютого 1944 року підрозділи передової охорони 2-ї ударної армії досягли кордону Естонії в рамках наступу Кінгісепп – Гдов, що розпочався 1 лютого. Фельдмаршал Вальтер Модель був призначений керівником німецької групи армій "Північ". Розпочався радянський наступ на Нарву (15–28 лютого 1944 р.), Очолюваний командуючим Ленінградським фронтом генералом Леонідом Олександровичем Говоровим. 24 лютого, в День незалежности Естонії, розпочалась контратака так званої Естонської дивізії для розбиття радянських плацдармів. Батальйон естонців на чолі з Рудольфом Брюсом зруйнував радянський плацдарм. Черговий батальйон естонців на чолі з Айн-Ервіном Мере мав успіх проти іншого плацдарму - Вааса-Сіверці-Вепсакула. 6 березня ця робота була завершена. Ленінградський фронт зосередив у Нарві 9 корпусів проти 7 дивізій та однієї бригади. 1 березня в напрямку Овере розпочався радянський наступ на Нарву (1–4 березня 1944 р.). У розгромі операції брали участь 658-й східний батальйон на чолі з Альфонсом Ребане і 659-й східний батальйон, яким командував Георг Суден. 17 березня двадцять радянських дивізій знову безуспішно атакували три дивізії в Овері. 7 квітня керівництво Червоної Армії наказало перейти в оборону. У березні Ради здійснили бомбардування на міста Естонії, включаючи вибух у Талліні 9 березня.
24 липня Ради розпочали новий нарвський наступ (липень 1944 р.) У напрямку Овере. 1-й батальйон ( Stubaf Paul Maitla ) 45-го полку на чолі з Харальдом Рійпалу та фузилери (раніше "Нарва") під керівництвом Хатуфа Гандо Рууса брали участь у відбитті нападу. Врешті-решт, Нарву евакуювали, а новий фронт влаштували на лінії Танненберга на пагорбах Сінімаед.
Першого серпня уряд Фінляндії та президент Риті мали подати у відставку. Наступного дня Олександр Варма, посол Естонії у Фінляндії (1939–1940 (1944))  повідомив, що Національний комітет Естонської Республіки направив телеграму, в якій просив естонський добровольчий полк повністю повернути в Естонію обладнаний. Наступного дня уряд Фінляндії отримав лист від естонців. Він був підписаний від імені "всіх національних організацій Естонії" Олександром Варма, Карлом Талпаком та кількома іншими людьми, відправивши запит. Тоді було оголошено, що полк буде розформовано і що добровольці можуть вільно повертатися додому. З німцями було досягнуто домовлености, і естонцям обіцяли амністію, якщо вони вирішать повернутися і битися в СС. Як тільки вони висадились, полк був направлений для контрудару проти радянського 3-го Балтійського фронту, який зумів прорватися на Тартуський фронт і загрожував столиці Талліну.
Після того, як спроба прориву через лінію Танненберг не вдалася, основна боротьба проводилися на південь Чудського озера, де 11 серпня була взята Печора, а 13 серпня — Виру. Поблизу Тарту 3-й Балтійський фронт був зупинений Kampfgruppe " Вагнер ", в якому брали участь військові групи, надіслані з Нарви під командуванням Альфонса Ребане і Поля Вента, і 5-я добровольча штурмова бригада Валлоніяна на чолі з Леоном Дегрель.
19 серпня 1944 р. Юрі Улуотс у радіоефірі закликав Червону Армію стриматися та досягти мирної угоди. 
Коли Фінляндія вийшла з війни 4 вересня 1944 р. Відповідно до їх мирної угоди з СРСР, оборона материка стала практично неможливою, і німецьке командування вирішило відступити від Естонії. Опір радянським військам тривав на архіпелазі Мунсунд до 23 листопада 1944 року, коли німці евакуювали півострів Сірве. За радянськими даними, завоювання території Естонії коштувало їм 126 000 жертв. Деякі нехтують офіційними даними і стверджують, що більш реальна цифра становить 480 000 лише для битви при Нарві, враховуючи інтенсивність бойових дій на фронті.  З німецької сторони, за їхніми власними даними, видно 30 000 загиблих, котрі деякі також вважають недооціненими, вважаючи за краще мінімум 45 000. 

## Німецькі адміністратори
У 1941 р. Естонія була окупована німецькими військами, а після короткого періоду військового правління - в залежности від командуючих групою армій «Північ» (в окупованому СРСР ) — була створена німецька цивільна адміністрація, і Естонія була організована як Генеральний комісаріат, який незабаром став частиною райхскомісаріату Остланд.

### Генеральний комісар
(підпорядкований райхскомісару Остланду)
- 1941–1944 SA-обергруппенфюрер Карл-Зігмунд Літцманн (1893)

### Керівник поліції та СС
(відповідальний за внутрішню безпеку та війну проти опору — безпосередньо підпорядкований Вищому начальнику СС і поліції Остланду, а не генеральному комісару)
- 1941–1944 СС-оберфюрер Гінріх Меллер (СС-Мітглід) (1906–1974)
- 1944-й бригадний фюрер СС Вальтер Шредер (1902–1973)

### Лагеркомандант
(відповідальний за роботу всіх концтаборів Райхскомісаріату Остланд)
- SS-гауптштурмфюрер Ганс Аумеєр (1906–1947)

## Співпраця

### Естонське самоврядування
Естонське самоврядування ( ест. Eesti Omavalitsus   ), також відоме як Директорат, було маріонетковим урядом, створеним в Естонії під час окупації Естонії нацистською Німеччиною. За повідомленням Естонської міжнародної комісії з розслідування злочинів проти людства
Хоча Директорат не мав повної свободи дій, він здійснював значний обсяг автономії в рамках політичної, расової та економічної політики Німеччини. Наприклад, директори здійснювали свої повноваження згідно із законами та правилами Естонської Республіки, але лише в тій мірі, в якій вони не були скасовані або змінені німецьким військовим командуванням. 

#### Директори
Генеральний директор
- 1941–1944 рр. Яльмар Мае (1901–1978)

Директор із внутрішніх справ
- 1941–1944 Оскар Ангелус (1892–1979)

Директори юстиції
- 1941–1943 Hjalmar Mäe
- 1943–1944 Оскар Опік

Директор із фінансів
- 1941–1944 Альфред Вендт (1902)

### Голокост

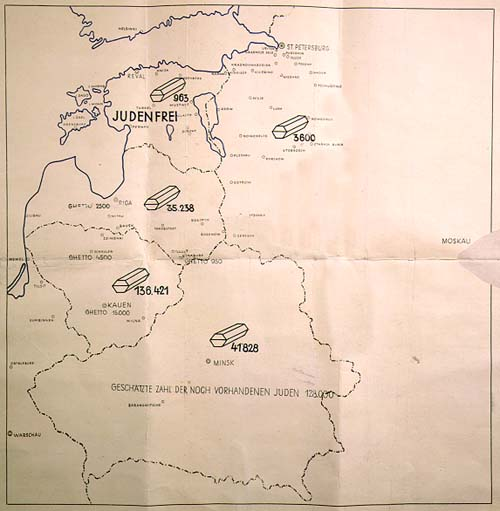
Карта під назвою "Єврейські страти, здійснені Айнзацгруппою А " від 31 січня 1941 року, звіт командира Шлекекера про нацистський загін смерті. На карті з позначкою "Таємна справа рейху" відображається кількість розстріляних євреїв в Остланді, а внизу написано: "передбачувана кількість євреїв, які все ще перебувають на руках, становить 128 000". Естонія позначена як judenfrei.

Процес поселення євреїв в Естонії розпочався в XIX столітті, коли в 1865 році Олександр II Російський надав їм право в'їзду в регіон. Створення Естонської Республіки в 1918 році ознаменувало початок нової ери для євреїв. Близько 200 євреїв боролися за створення Естонської Республіки, і 70 з них були добровольцями. З перших днів свого існування як держава Естонія виявляла терпимість до всіх народів, що населяли її території. 12 лютого 1925 р. Уряд Естонії прийняв закон про культурну автономію народів меншин. Єврейська громада швидко підготувала заявку на культурну автономію. Була складена статистика про єврейських громадян. Вони склали 3045, відповідаючи мінімальним вимогам 3000 щодо культурної автономії. У червні 1926 р. Було обрано Єврейську культурну раду та проголошено єврейську культурну автономію. Єврейська культурна автономія представляла великий інтерес для світової єврейської громади. Єврейський національний фонд вручив уряду Естонії подяку за це досягнення. 
На момент радянської окупації в 1940 році було близько 4000 естонських євреїв. Єврейська культурна автономія була негайно ліквідована. Єврейські культурні установи були закриті. Багато євреїв було депортовано до Сибіру разом з іншими естонцями Радами. За підрахунками, цю долю спіткала 350–500 євреїв.    За цей період близько трьох четвертих естонського єврейства вдалося покинути країну.   З приблизно 4300 євреїв в Естонії до війни майже 1000 були захоплені нацистами.  
Округи та вбивства євреїв розпочалися відразу після прибуття перших німецьких військ у 1941 році, за якими ретельно стежив загін знищення Sonderkommando 1a під керівництвом Мартіна Сандбергера, що входить до складу Айнзацгруппи А на чолі з Вальтером Шталекером. Арешти та страти тривали, коли німці за сприяння місцевих колаборантів просувалися по Естонії.

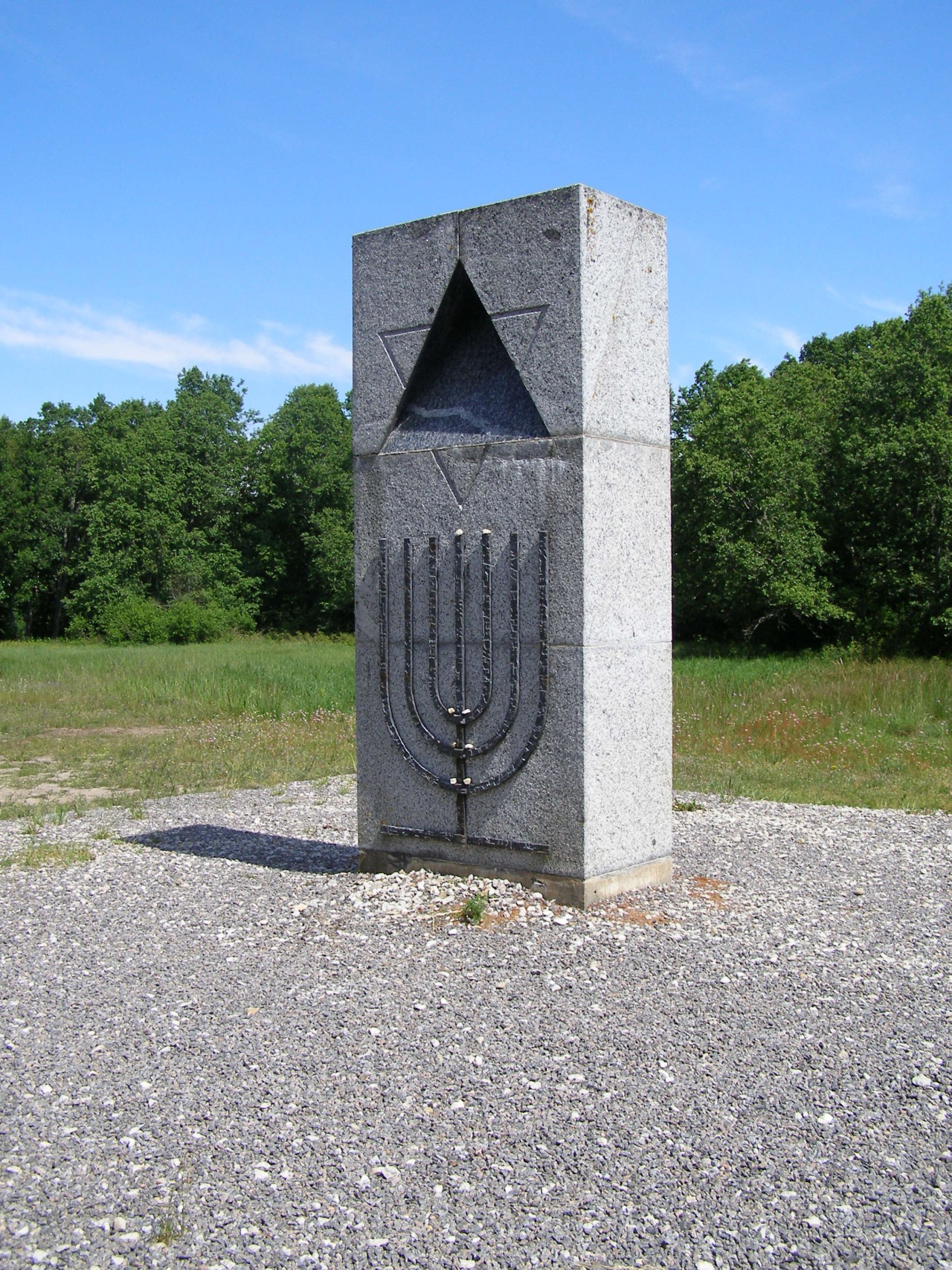
Меморіал Голокосту на місці колишнього концтабору Клуга, відкритий 24 липня 2005 року

На відміну від німецьких військ, певна підтримка, очевидно, існувала серед невизначеного сегменту місцевих колабораціоністів для антиєврейських акцій. Стандартною формою, що використовувалася для очисних операцій, був арешт "через комуністичну діяльність". Рівняння між євреями та комуністами викликало позитивний відгук серед деяких естонців. Естонці часто доводили, що їхні єврейські колеги та друзі не були комуністами, і подавали докази проестонської поведінки в надії на їх звільнення. 
Естонія була досить рано оголошена німецьким окупаційним режимом на конференції у Ванзее Юденфреєм.  Євреї, що залишились в Естонії (921 за Мартіном Сандбергером, 929 за Євгенією Горін-Лоов та 963 за Вальтером Шлекером) були вбиті.  Відомо, що менше десятка естонських євреїв пережили війну в Естонії. Нацистський режим також створив 22 концтабори та трудові табори на окупованій естонській території для іноземних євреїв. Найбільший концтабір Вайвара одночасно містив 1300 в’язнів. В'язнями були переважно євреї, з меншими групами росіян, голландців та естонців.  У таборі Калеві-Ліїва було вбито кілька тисяч іноземних євреїв.  Четверо естонців, найбільш відповідальних за вбивства в Калеві-Ліїві, були звинувачені на судових процесах у 1961 році. Пізніше двох стратили, тоді як радянська окупаційна влада не змогла пред'явити звинувачення двом, які жили в еміграції. Свідомо було 7 етнічних естонців : Ральф Геррец, Айн-Ервін Мере, Яан Віїк, Юхан Юрісте, Карл Ліннас, Олександр Лаак та Ервін Вікс, котрі судились за злочини проти людства. З моменту відновлення естонських знаків незалежности були проведені до 60-ї річниці масових страт, здійснених у таборах Лагеді, Вайвара та Клуга (Калеві-Ліїва) у вересні 1944 р. 
Є троє естонців, яких удостоїли нагороди « Праведники народів світу» : Уку Мазінг та його дружина Еха Масінг та Поліна Лентсман. 

### Участь естонських військових частин у злочинах проти людства
Міжнародна комісія Естонії з розслідування злочинів проти людства  розглянула роль естонських військових частин та поліцейських батальйонів, намагаючись визначити роль участі естонських військових частин та поліцейських батальйонів під час Другої світової війни у злочинах проти людства.
Висновки Естонської міжнародної комісії з розслідування злочинів проти людства доступні в Інтернеті.  Там сказано, що є докази причетности естонських підрозділів до злочинів проти людства та актів геноциду.

## Суперечки
Погляди розходяться в історії Естонії під час Другої світової війни та після окупації нацистською Німеччиною.
- Відповідно до естонської точки зору, окупація Естонії Радянським Союзом тривала п’ять десятиліть, лише перервана вторгненням нацистів у 1941–1944 роках. Представники Естонії в Європарламенті навіть внесли пропозицію резолюції, яка визнає факт 48 років окупації. [26] Однак остаточна версія резолюції Європейського парламенту визнала лише втрату Естонією незалежности, що тривала з 1940 по 1991 рік, і те, що анексія Естонії Радянським Союзом була визнана незаконною із західних демократій. [27]
- Позиція російського уряду: Росія заперечує, що Радянський Союз незаконно анексував балтійські республіки Латвію, Литву та Естонію в 1940 році. Керівник європейських справ Кремля Сергій Ястржембський: "Окупації не було". [28] Російські державні чиновники розглядають події в Естонії наприкінці Другої світової війни як звільнення Радянського Союзу від фашизму. [29]
- Погляди ветерана Другої світової війни, естонця Ільмара Хаавісте, який воював на німецькій стороні: "Обидва режими були однаково злі - між ними не було різниці, окрім того, що Сталін був хитрішим".
- Погляди ветерана Другої світової війни, естонця Арнольда Мері воював на радянському боці: "Участь Естонії у Другій світовій війні була неминучою. Кожен естонець мав прийняти лише одне рішення: чий бік взяти участь у цій кровопролитній боротьбі - нацистської чи антигітлерівської коаліції ".
- Погляди ветерана Другої світової війни, росіянина, який воював на радянському боці в Естонії, відповідаючи на запитання: Як ви почуваєтесь, коли вас називають "окупантом"? "Віктор Андрєєв:" Половина вірить одному, половина вірить іншому. Це все в порядку ". [30]

У 2004 році суперечки щодо подій Другої світової війни в Естонії оточили пам'ятник Ліхули.
У квітні 2007 р. Різні погляди на історію Другої світової війни в Естонії зосереджувались навколо Бронзового солдата Таллінна.